# Kup Hrvatske u vaterpolu za žene 2018.
Hrvatski kup u vaterpolu za žene za sezonu 2018./19. je osvojila "Mladost" iz Zagreba. 
 
Natjecanje je održano u studenom i prosincu 2018. godine.

## Sustav natjecanja
U natjecanju je sudjelovalo pet klubova, a natjecanje se igralo u dva dijela - kvalifikacijskom turniru i završnici. Na kvalifikacijskom turniru su ekipe igrale jednokružnu ligu te su se četiri najuspješnije ekipe plasirale u završnicu koja je igrana kup-sustavom.

## Sudionici
- Bura - Split
- Mladost - Zagreb
- OVK POŠK - Split
- Primorje EB - Rijeka
- Viktoria - Šibenik

## Rezultati

### Kvalifikacijski turnir
Igrano od 30. studenog do 2. prosinca 2018. u Šibeniku.
Ljestvica
| mj | klub        | ut | pob | ner | por | gol+ | gol- | bod |           |
| -- | ----------- | -- | --- | --- | --- | ---- | ---- | --- | --------- |
| 1. | Mladost     | 4  | 4   | 0   | 0   | 48   | 15   | 12  | završnica |
| 2. | OVK POŠK    | 4  | 3   | 0   | 1   | 47   | 16   | 9   | završnica |
| 3. | Primorje EB | 4  | 1   | 1   | 2   | 23   | 35   | 4   | završnica |
| 4. | Viktoria    | 4  | 1   | 0   | 3   | 22   | 42   | 3   | završnica |
| 5. | Bura        | 4  | 0   | 1   | 3   | 16   | 46   | 1   |           |

Rezultati
| 30. studenog 2018.     | 30. studenog 2018. |
| ---------------------- | ------------------ |
| Bura - OVK POŠK        | 1:16               |
| Primorje EB - Viktoria | 11:3               |
|                        |                    |

| 1. prosinca 2018.      | 1. prosinca 2018. |
| ---------------------- | ----------------- |
| OVK POŠK - Primorje EB | 14:2              |
| Mladost - Bura         | 15:4              |
| Viktoria - OVK POŠK    | 5:15              |
| Primorje EB - Mladost  | 5:13              |
|                        |                   |

| 2. prosinca 2018.  | 2. prosinca 2018. |
| ------------------ | ----------------- |
| Bura - Primorje EB | 5:5               |
| Mladost - Viktoria | 12:4              |
| OVK POŠK - Mladost | 2:8               |
| Viktoria - Bura    | 10:4              |
|                    |                   |

### Završnica
Igrano 21. i 22. prosinca 2018. u Dubrovniku.
| klub1         | rez.          | klub2         |
| poluzavršnica | poluzavršnica | poluzavršnica |
| ------------- | ------------- | ------------- |
| Mladost       | 20:5          | Viktoria      |
| OVK POŠK      | 11:8          | Primorje EB   |
|               |               |               |
| za pobjednika |               |               |
| Mladost       | 15:7          | OVK POŠK      |

## Unutrašnje poveznice
- Hrvatski kup u vaterpolu za žene

## Vanjske poveznice
- hvs.hr